# ジャンク品

ジャンク品（ジャンクひん、英語：Junk）とは、そのまま使える見込みがないほど故障損耗し、本来の製品としての利用価値を失っている品物。販売店による動作保証のない商品もジャンク品と呼ぶことがある。ジャンク、ジャンクパーツと呼ぶこともある。年式があまりにも古い等の理由で商品価値が極めて低く大した利益が見込めない商品は買取後に動作チェックをせずにジャンクコーナーに並べられている場合がある。あるいは、正常に使える中古品が売り手の知識不足により価値判断ができずジャンク品として扱われる場合もある。ジャンク品は廃棄物の一形態でもある。
また、これらを主に扱っている店を俗に「ジャンク屋」あるいは「ジャンク店」「ジャンクショップ」などと呼ぶ。特に自動車・オートバイの分野では、解体屋やスクラップ工場が実質的な販売窓口になることが多いため、「スクラップ屋」「ポンコツ屋」「もぎ取り屋」と呼ぶ場合もある。

## 概要
ジャンク品を積極的・意欲的に探求する行為を「ジャンク漁り」「ジャンクハンター」と呼ぶことがある。ジャンク漁りと似たような意味で「ジャンク屋巡り」「ジャンク店巡り」という語句も使われている。この2つを明確に分ける定義は存在しないが、前者はジャンク品として販売されている物を求めるにとどまらず、廃棄物からの部品回収など、使える手段を最大限にとって行動することを含むのに対し、後者はあくまで販売されているジャンク品を求めて様々な場所に赴く行為を指す。
主にPCパーツのジャンク品を漁る者のみを指して使う言葉として「エナー」という呼称もある。
ジャンク品の出品形態として故障の認知の有無と、修理の有無がある。動作確認を行わず、故障の有無を認知していない状態が「ジャンク扱い」となる。したがって、動作確認を行い正常に機能しないことを知り得ているにもかかわらず、動作未確認などと称して販売する行為は景品表示法における不当表示に該当する恐れがある上、民法第572条で責任を免れられないとされる。

## ジャンク品の使い道
部品取りや別製品の修理
ニコイチなどに供する部品取りにする。古い音響機器や電子楽器が故障した場合、現在では生産されていない素子が用いられていることが多く、ジャンク品から部品を取り出してまかなう。
自動車の場合、ターボチャージャー・ショックアブソーバー・カーオーディオなどは廃車のものであっても個別のパーツとして再利用できる見込みがある。
実用品の製造
特に戦後から高度成長期には、電子部品は非常に高価だったため、米軍放出ジャンクなどを使って新たな無線機を組み立てることも行われた。今日では出来合いの品を購入して使うだけだが、このようにジャンク品から新たな実用品を製造する過程では、様々な知識や技術が身に付くため「無価値」とされたジャンク品が「宝物」としてよみがえった。
実験用・撮影用・練習用
家電製品などで、間違った使い方を行うとどのような危険が起きるかを知らせるというような、生活情報を発信する目的で使用する場合。
映像作品において乱闘シーンや爆破シーンなど、破壊を前提とした場面を撮影する場合。
後述の｢ミサイル｣のように、何らかの操作や技能習得の練習用(とりわけワンミスで廃品となるようなもの)として。
転用する
軍の放出品の弾薬入れをバイクに取り付けて荷物入れにする。
パソコンや通信機器のジャンク品を幼児のおもちゃにする。
ピストンエンジンのヘッドカバーを灰皿や小物入れにする。
ジャンク品を集めて工芸品・芸術作品を作る（ジャンク・アート）。
プラモデルなど模型の部品をストックしておき、改造あるいはスクラッチビルドを行う際の材料として用いる。
壊れた家電製品やゲーム機の外装/フレームを改造し、個性的な自作パソコンを制作する。
修理して使う、もしくは性能の低さを受認してそのまま使う。
修理することで再利用できる品がジャンク品として出回っていることがある。特に音響機器や楽器に関しては古くても価値の高いものが存在し、新しい製品で得られない使用感のためにジャンク品の機器を購入し、多額の修理費を投じたり自分で一つ一つ修理して実用品のレベルに戻すという使い方がある。
複合機の類は、主要な機能のいずれかが壊れる一方で別の機能は使える(例えばビデオデッキ部は壊れたがTV放送は見られるテレビデオ、プリンタヘッドは目詰まりしたがスキャンはできるプリンタ複合機など)ことがある。このような場合、｢残った機能｣に何らかの価値を見出して単機能機と割り切った運用をすることがある。
失った機能を外部デバイスで補って使用するということも考えられる。ノートパソコンを例にすれば、例えば無線LAN機能が故障していれば外付けの無線LAN子機を使用する、液晶パネルが割れていれば他のモニターを接続しコンパクトデスクトップ機として運用するなどが考えられる。
登録に必要な書類を紛失失効した自動車を｢ミサイル（廃車覚悟の練習用ドリフト車）｣など競技専用車、構内専用作業車などクローズドコース専用車として使用する。中には公道走行を一切無視した内容の改造が行われることもある。
実用品としてそのまま使う
単なる中古品や新品が、何らかの事情によりジャンク品として格安で販売されている場合があり、故障していなければそのまま実用品として使うことが出来る。
観賞用・学習用・研究用
楽器、カメラ、軍用品、鉄道車両のジャンク品をインテリアとして室内や店舗などに飾る。
自動車やコンピュータのジャンク品は分解して内部の構造を知ることができる（リバースエンジニアリング）。
既に生産されていない電子部品を解析して互換品または相当品を作ることができる。
ソフトウェアエミュレーターなどを作成するにあたって正式には公開されていない仕様を調べることができる。